# جين بيثام ريد
جين بيثام ريد (حوالي 1773 - 16 يناير 1857) كانت رسامة بورتريه إنجليزية بدأت عملها في استوديو والدتها، إيزابيلا بيثام، حيث رسمت صورًا ظليلة في تسعينيات القرن الثامن عشر. درست تحت إشراف جون أوبي وعرضت أعمالها في الأكاديمية الملكية للفنون بين عامي 1794 و1797.

## نشأتها
ولدت جين بيثام حوالي عام 1773 لإدوارد وإيزابيلا بيثام. كانت حفيدة ويليام بيثام من ليتل ستريكلاند في كمبريا، إنجلترا. كانت ماري ماتيلدا بيثام ابنة عمها.
كانت جين الأولى بين ستة أطفال. وُلد أخوها ويليام في عام 1774. الأشقاء الآخرون هم هارييت، تشارلز، سيسيليا، وألفريد. عاشت عائلة بيثام في البداية في كاو لين، كليركنويل، لندن ثم في ليتل كوين ستريت، هولبورن، لندن. انتقلوا إلى العنوانين 26 و27 فليت ستريت في عام 1785. أدارت والدتها استوديو لرسم الصور الظليلة وكان والدها يبيع آلات الغسيل التي حازت على براءة اختراع في المباني التي أوتهم.

## دراستها ومسيرتها المهنية
رسمت ريد بورتريهات من تسعينيات القرن الثامن عشر حتى عام 1815. كانت ترسم الصور الظلية، عادة على الزجاج، لوالدتها من أوائل تسعينيات القرن الثامن عشر حتى عام 1797. تأثر عمل ريد بأسلوب والدتها وغالبًا ما كان يؤطّر بخشب الكمثرى أو بالورق المعجون. ظهر اسمها (الآنسة بيثام) على العلامة التجارية السادسة من سبع علامات تجارية أصدرها استديو والدتها. استخدمت العلامة التجارية السادسة في تسعينيات القرن الثامن عشر. في أواخر تسعينيات القرن الثامن عشر، طورت جين عملها التجاري الخاص مع علامتها التجارية الخاصة. مع تقدم مسيرتها المهنية، أضافت إطارات من النحاس أو الأورمولو (الذهب الزائف).
درست الرسم تحت إشراف جون أوبي وكانت الطالبة الأنثى الوحيدة التي علمها. رسم أوبي بورتريه لها بين عامي 1790 و1800. باستخدام لوحة رسمها أوبي، رسمت ريد بورتريه للدكتور بريستلي. ربما تكونت بينهما علاقة عاطفية. كان ذلك مصدر قلق لعمها، القس ويليام بيثام (1749-1839) الذي حذر إيزابيلا من قضاء جين وأوبي وقتًا طويلًا معًا. تعليقاته أفسدت علاقة ويليام بعائلة بيثام. هربت زوجة أوبي، السابقة ماري بان، مع رجل آخر وتم الطلاق بينهما في 23 ديسمبر 1796. رفض أوبي بشكل قاطع عندما طلب من إدوارد بيثام السماح له بالزواج من جين. بعد ذلك بوقت قصير، تزوجت جين من جون ريد.
عندما بدأت برسم البورتريهات المصغرة، طورت أسلوبها الشخصي. كثيرًا ما أحاطت وجوه الجالسين في اللوحة بأوراق الشجر الداكنة. استخدمت مزيجًا من التقنيات لتصوير هيكل العظم، واستعملت التنقيط والشطب لالتقاط ملامح الشخص، واستخدمت مزيجًا من ضربات الفرشاة السميكة والرفيعة. شملت أدواتها حجمين من الإبر، لرسم التفاصيل، وحجمين من الفرش. خلقت ريد أعمالًا باستخدام طريقتها الخاصة في الحفر المائي.
عرضت ريد البورتريهات في الأكاديمية الملكية في لندن لأربع سنوات متتالية، بين عامي 1794 و1797. عرض ما مجموعه 15 لوحة، تضمنت كورديليا أنجليكا ريد، وسيدة تقرأ رسالة، أوندروميدا، وإلويزا، والملك لير وكورديليا.

## حياتها الشخصية
تزوجت من جون ريد، محام من لندن حوالي عام 1797 أو 1798. كان أكبر سنًا، ثريًا، وغريب الأطوار. أنجبا ابنة، كورديليا أنجليكا ريد، وعاشا في شارع لامبز كوندويت. توفي والد جين في عام 1809 وقسمت ورثته بالتساوي بين والدتها وستة من أطفال بيثام.
توفي جون في عام 1847. عاشت جين وكورديليا، المعروفتان «بالأختين العجوزتين» بسبب سلوكهما الغريب، معًا في شارع ستامفورد، لندن. ذُكر في مقالات صحفية أن البيت كان يُشاع أنه مسكون. ظلت كورديليا عزباء طوال حياتها.